# Holminaria sibirica
Espèce
Synonymes
- Birgerius triangulus Tao, Li & Zhu, 1995

Holminaria sibirica est une espèce d'araignées aranéomorphes de la famille des Linyphiidae.

## Distribution
Cette espèce se rencontre en Russie, en Mongolie et en Chine.

## Étymologie
Son nom d'espèce lui a été donné en référence au lieu de sa découverte, la Sibérie.

## Publication originale
- Eskov, 1991 : New linyphiid spiders from Siberia and the Far East 1. The genus Holminaria gen. nov. (Arachnida, Araneae: Linyphiidae). Reichenbachia, vol. 28, p. 97-102.